# لیلیت

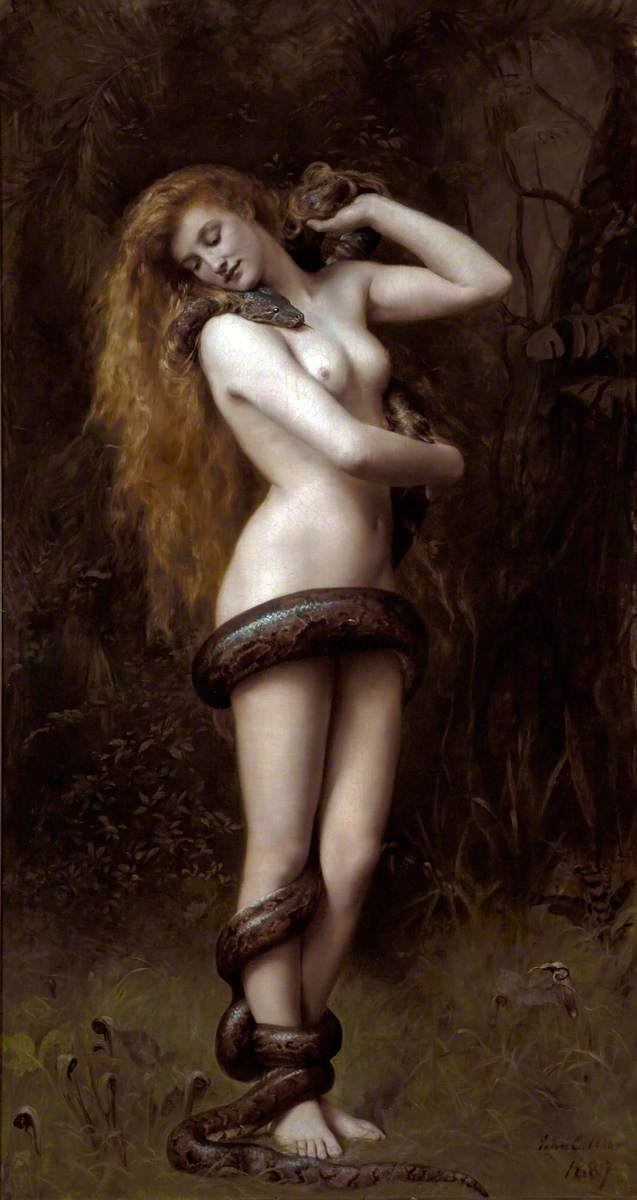
لیلیث (۱۸۹۲)، اثر جان کالیر

لیلیث (به عبری: לילית') در اساطیر کهن میانرودان خدای طوفان بوده و او را به بادها نسبت می‌داده‌اند. نخستین بار چهره لیلیث در میان گروهی از خدایان بادها و طوفان‌های سومری در ۳۰۰۰ سال پیش از میلاد به چشم می‌خورد که به لیلیتو موسوم بودند. بسیاری از صاحب نظران پیدایش نام لیلیث را در زمانی حدود ۷۰۰ سال پیش از میلاد مسیح ارزیابی کرده‌اند. در افسانه‌ها و روایات یهود، لیلیث در اساطیر یهودی به عنوان یکی از خدایان شب و در ترجمه انگلیسی شاه جیمز کتاب اشعیای نبی به عنوان جغد ذکر شده‌است. در منابع متأخر یهودی، مثل تلمود بابلی، از لیلیت به عنوان همسر اول آدم نام برده شده‌ است. البته بسیاری از منابع سنتی ربانی، از جمله ابن میمون و مناخیم میری، وجود لیلیث را رد می‌کنند.

## واژه‌شناسی
نخستین بار چهره لیلیث در میان گروهی از خدایان بادها و طوفان‌های سومری در ۳۰۰۰ سال پیش از میلاد به چشم می‌خورد که به لیلیثو موسوم بودند. بسیاری از صاحبنظران پیدایش نام لیلیث  را در زمانی حدود ۷۰۰ سال پیش از میلاد مسیح ارزیابی کرده‌اند. لغت عبری لیلیث که معادل اکدی لیلیثو است، صفتی منشعب از ریشه لیل (ل ی ل) به معنای شب در زبان سامی اولیه‌است که ترجمه تحت‌اللفظی آن معادل «موجود یا خداوند مؤنث ظاهر شونده در شب» می‌باشد. البته در کتیبه‌های میخی این واژه‌ها به صورت لیلیث  و لیلیثو و با معنای «ارواح بادهای بیماری‌زا» آورده شده‌اند. واژه اکدی لیل-اثو (Lil-itu) به معنای بانوی نسیم (Lady Air) ممکن است اشاره‌ای باشد به الهه سومری نینلیل (Ninlil) که وی نیز به عنوان بانوی نسیم شناخته می‌شود. وی الهه باد جنوب و همسر انلیل (Enlil) است. در عراق قدیم، باد جنوب با هجوم طوفان‌های شنی تابستانه و شیوع بیماری‌ها شناخته می‌شده‌است.

## فرهنگ عربی
نویسندهٔ غیبی احمد بن علی البونی (متوفی ۱۲۲۵) در کتاب خورشید علم بزرگ (عربی : شمس المعارف الکبرى) از شیطانی به نام "مادر فرزندان" (ام الصبیان) یاد می کند. در روایات عامیانه ثبت شده در حدود سال ۱۹۵۳ درباره جنی به نام قرینه حکایت می کند که توسط آدم طرد شد و با ابلیس جفت شد. او انبوهی از شیاطین به دنیا آورد و به مادر آنها معروف شد. او برای انتقام از آدم، به تعقیب فرزندان انسان می پردازد. به این ترتیب، او نوزاد مادر باردار را در رحم می کشد، باعث ناتوانی جنسی مردان می شود یا به کودکان کوچک مبتلا به بیماری حمله می کند. طبق آداب غیبی، او تابع موره الابیض پادشاه شیطان است که به نظر می رسد نام دیگری برای ابلیس باشد که در نوشته های جادویی استفاده می شود.